# العلاقات اليابانية الليبية
العلاقات اليابانية الليبية هي العلاقات الثنائية التي تجمع بين اليابان وليبيا.

## مقارنة بين البلدين
هذه مقارنة عامة ومرجعية للدولتين:
| وجه المقارنة                                              | اليابان         | ليبيا                                       |
| --------------------------------------------------------- | --------------- | ------------------------------------------- |
| المساحة (كم2)                                             | 377.97 ألف      | 1.76 مليون                                  |
| عدد السكان (نسمة)                                         | 126.79 مليون    | 6.37 مليون                                  |
| الكثافة السكانية (ن./كم²)                                 | 335.45          | 3.62                                        |
| العاصمة                                                   | طوكيو           | طرابلس                                      |
| اللغة الرسمية                                             | اللغة اليابانية | اللغة العربية، اللغة العربية الفصحى الحديثة |
| العملة                                                    | ين ياباني       | دينار ليبي                                  |
| الناتج المحلي الإجمالي (بليون دولار)                      | 4.87 تريليون    | 50.98 مليار                                 |
| الناتج المحلي الإجمالي (تعادل القوة الشرائية) بليون دولار | 5.18 تريليون    | 69.32 مليار                                 |
| الناتج المحلي الإجمالي الاسمي للفرد دولار أمريكي          | 34.52 ألف       |                                             |
| الناتج المحلي الإجمالي للفرد دولار أمريكي                 | 36.62 ألف       | 15.60 ألف                                   |
| مؤشر التنمية البشرية                                      | 0.903           | 0.724                                       |
| رمز المكالمات الدولي                                      | +81             | +218                                        |
| رمز الإنترنت                                              | .jp             | .ly                                         |
| المنطقة الزمنية                                           | توقيت اليابان   | ت ع م+02:00، توقيت شرق أوروبا               |

## منظمات دولية مشتركة
يشترك البلدان في عضوية مجموعة من المنظمات الدولية، منها:
| علم المنظمة | اسم المنظمة                        | تاريخ انضمام اليابان | تاريخ انضمام ليبيا |
| ----------- | ---------------------------------- | -------------------- | ------------------ |
|             | يونسكو                             | 2 يوليو 1951         | 27 يونيو 1953      |
|             | مؤسسة التمويل الدولية              | 20 يوليو 1956        | 18 سبتمبر 1958     |
|             | منظمة حظر الأسلحة الكيميائية       | ?                    | ?                  |
|             | مؤسسة التنمية الدولية              | 27 ديسمبر 1960       | 1 أغسطس 1961       |
|             | وكالة ضمان الاستثمار متعدد الأطراف | 12 أبريل 1988        | 5 أبريل 1993       |
|             | الاتحاد البريدي العالمي            | ?                    | ?                  |
|             | منظمة الشرطة الجنائية الدولية      | ?                    | ?                  |
|             | الأمم المتحدة                      | 18 ديسمبر 1956       | 14 ديسمبر 1955     |
|             | الاتحاد الدولي للاتصالات           | 29 يناير 1879        | 3 فبراير 1953      |
|             | البنك الدولي للإنشاء والتعمير      | 13 أغسطس 1952        | 17 سبتمبر 1958     |
|             | البنك الإفريقي للتنمية             | ?                    | ?                  |

## وصلات خارجية
- موقع وزارة الخارجية اليابانية
- موقع وزارة الخارجية الليبية